# Rinconada (gemeente)
Rinconada is een gemeente in de Chileense provincie Los Andes in de regio Valparaíso. Rinconada telde 10.207 inwoners in 2017 en heeft een oppervlakte van 123 km².